# Коморув (Свідницький повіт)
Коморув (пол. Komorów) — село в Польщі, у гміні Свідниця Свідницького повіту Нижньосілезького воєводства.
Населення — 714 осіб (2011).
У 1975-1998 роках село належало до Валбжиського воєводства.

## Демографія
Демографічна структура станом на 31 березня 2011 року:
|          | Загалом | Допрацездатний вік | Працездатний вік | Постпрацездатний вік |
| -------- | ------- | ------------------ | ---------------- | -------------------- |
| Чоловіки | 341     | 72                 | 240              | 29                   |
| Жінки    | 373     | 76                 | 240              | 57                   |
| Разом    | 714     | 148                | 480              | 86                   |